# Thomasmehl
Thomasmehl (Thomasphosphat) ist ein phosphatreiches Düngemittel, das als Nebenprodukt der Eisen- und Stahlerzeugung hergestellt wird.

## Herstellung
Zusammen mit seinem Vetter, dem Chemiker Percy Carlyle Gilchrist, erfand Sidney Gilchrist Thomas 1876/77 ein Verfahren zur Erzeugung von Eisen und Stahl aus phosphorreichem Eisenerz, das nach ihm benannte Thomas-Verfahren. Die industrielle Stahlproduktion nach diesem Verfahren wurde in England im Mai 1879 eingeführt, im September 1879 bereits in Deutschland.
Bei diesem heute nur noch selten angewandten Verfahren zur Eisen- und Stahlerzeugung wird der zu Phosphorpentoxid (P2O5) oxidierte Phosphor mit als Zuschlag beigefügtem Kalkstein verschlackt („Thomasschlacke“) und kommt fein gemahlen unter der Bezeichnung Thomasmehl oder Thomasphosphat als Phosphatdünger in den Handel.
Nicht nachgewiesen ist, ob sich Sidney Thomas auch die Verwendung des Thomasmehls als Düngemittel patentieren ließ. In Deutschland begann Gerhard Hoyermann zum Ende der 1870er Jahre mit Versuchen, die bei der Ilseder Hütte anfallende, phosphorhaltige Hochofenschlacke aufzuschließen, um daraus einen Phosphatdünger zu gewinnen. Als das Peiner Walzwerk 1882 das Thomasverfahren einführte, übernahm Hoyermann gemeinsam mit dem Werk Vermahlung und Absatz der gesamten anfallenden Thomasschlacke. Seit 1884 erzeugte er in seiner Fabrik Thomasmehl in großen Mengen, die er leicht absetzen konnte, weil die Nachfrage nach diesem Phosphatdünger ständig zunahm und er bis zu diesem Zeitpunkt der einzige Fabrikant war, der Thomasmehl in Deutschland auf den Markt brachte.

## Aufbau und Gehalt
Thomasmehl ist ein Ca-Silico-Phosphat mit der Näherungsformel Ca3(PO4)2 · (Ca2SiO4) mit 15 % P2O5 und 45 % CaO, sowie Beimengungen von Eisen, Mangan, Magnesium und Chrom.

## Anwendung
Phosphor ist ein Hauptnährelement in der Pflanzenernährung. Thomasphosphat hat eine weniger schnelle Anfangswirkung als Superphosphat, ist jedoch gut mobilisierbar. Die beste Düngewirkung entfaltet sich bei einem leicht sauren Boden-pH. Da die Stahlindustrie mittlerweile fast ausschließlich phosphatarme Erze verarbeitet, ist das kostengünstige Thomasmehl praktisch vom Markt verschwunden. Problematisch ist zudem die Belastung von Thomasmehl mit dem Schwermetall Chrom.